# Okanogan National Forest
Der Okanogan National Forest ist ein National Forest im Okanogan County im nördlichen zentralen Washington im Nordwesten der USA.

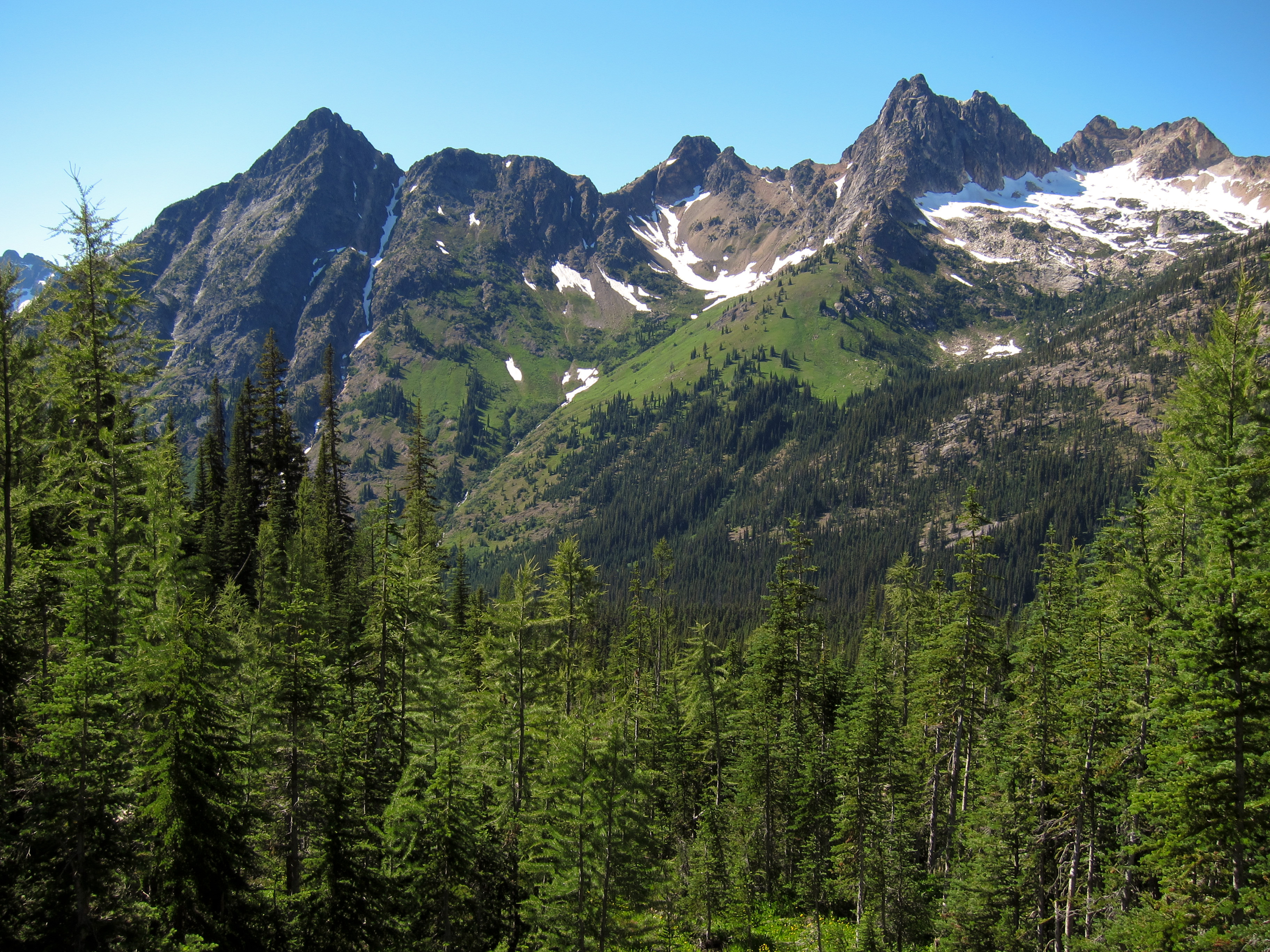
Das nördliche Kaskadengebirge vom nördlichen Okanogan Valley aus gesehen

Der 6.066,29 km² große National Forest wird im Norden durch die Grenze zu British Columbia, im Osten durch den Colville National Forest, im Süden durch die Trennung der Methow- und Stehekin–Lake-Chelan-Täler und im Westen durch den North-Cascades-Nationalpark begrenzt. Die nächstgelegenen erwähnenswerten Städte sind Omak und Okanogan. Der Forest wird gemeinsam mit dem Wenatchee National Forest durch den United States Forest Service verwaltet; das Hauptquartier befindet sich in Wenatchee. Es gibt örtliche Ranger-Distrikt-Büros in Tonasket und Winthrop. Nach dem Nez Perce National Forest in Idaho ist es der zweitgrößte National Forest in den USA, der vollständig innerhalb eines Countys liegt und der größte im Bundesstaat Washington. 2005 wurde der Forest von etwa 397.000 Touristen besucht.
Der Großteil der Pasayten Wilderness (außer dessen westlichstem Teil, welcher im Mount Baker-Snoqualmie National Forest liegt), und der nordöstliche Teil (ca. 63 %) der Lake Chelan-Sawtooth Wilderness sind Teil des Forest mit dem Schwerpunkt im Mount Baker-Snoqualmie National Forest.
Der westliche Teil des Forest ist feuchter als der östliche, dessen Durchschnittstemperaturen auch niedriger sind. Die Vegetation variiert infolgedessen von borealen Nadelwäldern im Westen zu den höher gelegenen Steppen im Osten. Eine Studie des Forest Service von 1993 schätzte den Urwaldanteil im Forest auf 128.000 ha. Der Hauptteil davon wurde aus Beständen von Küsten-Kiefern gebildet. Waldbrände sind nicht ungewöhnlich im Okanogan National Forest. Bedeutende Ereignisse bildeten der Tripod Complex von 2006 sowie die Brandserien von 2012 und 2014.
Der Okanogan National Forest wurde am 1. Juli 1911 aus einem Teil des Chelan National Forest gebildet. Am 1. Juli 1921 wurde der gesamte Forest wieder in den Chelan National Forest eingegliedert, doch wurde dies am 23. Mai 1955 gleichfalls wieder revidiert.

## Verwaltung
Der Okanogan National Forest wurde 2000 mit dem Wenatchee National Forest administrativ vereint, obwohl die Grenzen der einzelnen Forests nicht geändert wurden. 2007 wurde der gesamte Park als Okanogan–Wenatchee National Forest bekannt gemacht. Das Hauptquartier der Verwaltung befindet sich in Wenatchee. Es gibt örtliche Büros der Ranger-Distrikte in Chelan, Cle Elum, Entiat, Leavenworth und Naches.

## Geschichte
Der Forest Reserve Act von 1891 ermächtigte den Präsidenten, Forst-Schutzgebiete im Aufgabenbereich des Innenministeriums zu gründen. Nach Annahme des Transfer Act von 1905 wurden die Forst-Schutzgebiete in die Aufgaben des Landwirtschaftsministeriums übertragen und dem neu gegründeten United States Forest Service zugeordnet. Der Chelan National Forest wurde am 1. Juli 1908 durch den Forest Service gegründet. Ein 1.008.700 ha großer Teil des Washington National Forest wurde nach der Stadt Chelan benannt, wo sich der Hauptsitz der Verwaltung befand. Das initiale Gebiet des Forest (701.250 ha) wurde vom nördlichen Okanogan River nahe der Grenze zwischen Kanada und den Vereinigten Staaten und so die Wasserscheiden von Lake Chelan und Lake Entiat in die südliche Cascades-Ökoregion einzugliedern. Am 1. Juli 1911 wurde der Forest teilweise in den Okanogan National Forest umgewandelt. Der Chelan National Forest existierte jedoch weiter, bedeckte aber nur noch die Einzugsgebiete von Lake Chelan und Lake Entiat.
Die Ranger-Distrikte Conconully, Loomis, Squaw Creek, Sweat Creek, Twisp und Winthrop wurden zwischen 1911 und 1915 geschaffen. Am 1. Juli 1921 wurde ger gesamte Okanogan National Forest wieder in den Chelan National Forest eingegliedert und der Name Okanogan nicht weiter geführt. Anschließend wurde das Chelan Ranger District als weiteres Distrikt eingerichtet. Teile des Loomis Ranger District wurden zusammen mit dem Sweat Creek Ranger District in den Loomis State Forest überführt, später aber aufgelöst. Das Gebiet, das den Forest Rangern unterstand, wurde in den 1940er Jahren einer Reihe kleinerer Änderungen unterzogen. Das Squaw Creek Ranger District wurde in den frühen 1930er Jahren in das Twisp Ranger District eingegliedert, während der Aussichtspunkt Forest Service Monument 83 unglücklicherweise in Nachbarschaft zu British Columbia eingerichtet wurde. Der Pasayten Ranger District wurde später aus einem Teil des Winthrop Ranger District gebildet und der Conconully Ranger District wurde zum Okanogan Ranger District umbenannt. Der westliche Teil des Colville National Forest wurde 1943 in den Chelan National Forest eingegliedert. Am 23. März 1955 wurde der Chelan National Forest neuerlich zum Okanogan National Forest. Der Hauptsitz wurde nach Okanogan verlegt. Im Zuge dieser Änderung wurde auch die Umbenennung des Conconully Ranger District revidiert.
1968 wurde die Pasayten Wilderness eingerichtet, welche dem Forest über 81.000 ha Zuwachs brachte. Der Kongress sicherte etwa 1984 fast 65 % der Fläche als Lake Chelan-Sawtooth Wilderness innerhalb des National Wilderness Preservation System auf Flächen, die vorher durch die damalige Chelan Devision des Washington Forest Reserve genutzt wurden.
Der erste Leiter des Wenatchee National Forest war Albert H. Sylvester, der mehr als tausend Örtlichkeiten in der Region benannte.